# Victor Pavlov
Pour les articles homonymes, voir Pavlov.
Viktor Pavlovich Pavlov (en russe : Виктор Павлович Павлов), né à Moscou (Union des républiques socialistes soviétiques) le 6 octobre 1940 et mort dans cette ville le 24 août 2006, est un acteur soviétique puis russe de théâtre et de cinéma.

## Biographie
Diplômé de l'École supérieure d'art dramatique Mikhaïl Chtchepkine, il joue dans quelques-uns des théâtres les plus populaires de Moscou, au Théâtre Sovremennik (1963-1965), au Théâtre Iermolova (1965-1969), au Théâtre Maïakovski (1969-1977), au Théâtre Maly (1977-1985), et à nouveau au Théâtre Iermolova (1985-1990) et au Théâtre Maly (1990-2006). En 1999, l'artiste fut décoré de l'Ordre du Mérite pour la Patrie.
Depuis son premier film, Quand les arbres étaient grands (1961), il est apparu dans plus de 120 films dans son pays natal. Ses films les plus populaires sont Opération Y et autres aventures de Chourik, Il ne faut jamais changer le lieu d'un rendez-vous, Les Douze Chaises, Adjudant de son Excellence, Dauria, La Vérification, Gambrinus et Deti ponedelnika. Ses dernières apparitions sont dans La Jalousie des dieux (2000), DMB (2000) et Brigada (2002).
Mort à Moscou d'une crise cardiaque, Pavlov est inhumé au cimetière de Kountsevo.

## Filmographie partielle

### Au cinéma
- 1962 : Quand les arbres étaient grands (Когда деревья были большими, Kogda derevya byli bolshimi de Lev Koulidjanov) : facteur
- 1962 : Aux sept vents (На семи ветрах) de Stanislav Rostotski : Mitia Ogaltzov
- 1962 : L'Agent de la Tchéka (Сотрудник ЧК, Sotrudnik Tcheka) de Boris Voltchek : le roux
- 1965 : Opération Y et autres aventures de Chourik (Operatsiya 'Y' i drugie priklyucheniya Shurika) de Leonid Gaïdaï : Dub
- 1965 : Il est temps d'avancer (Vremya, vperyod!) de Mikhaïl Schweitzer : membre de Blouse Bleue
- 1965 : Pont en construction (Строится мост) de  Oleg Efremov : Sergueï
- 1966 : Homme sans passeport (Chelovek bez pasporta) d'Anatoli Bobrovski : Gorokhov
- 1967 : Major 'Vikhr' (Майор Вихрь) d'Evgueni Tachkov : Kolia
- 1968 : À la guerre comme à la guerre (На войне как на войне, Na voyne, kak na voyne) de Viktor Tregoubovitch : Grigori Chtcherbak
- 1971 : Poezd v dalyokiy avgust
- 1971 : La Vérification (Proverka na dorogakh) d'Alexeï Guerman : Koutenko
- 1971 : Au Nord, au Sud, à l'Est, à l'Ouest (ru) (На Севере, на Юге, на Востоке, на Западе) de Iefim Dzigan : soldat
- 1971 : Nochnaya smena : Misha
- 1971 : Les Douze Chaises (12 stoulev) de Leonid Gaïdaï : Kolia
- 1972 : Les Bagues d'Almanzor (Koltsa Almanzora) d'Igor Voznesenski : prince Abaldon
- 1972 : Dauriya (Даурия) de Viktor Tregoubovitch : Nikifor
- 1972 : Parle-moi de toi (Rasskazhi mne o sebe) : Evsei Evseevitch
- 1972 : Les Nerfs, les nerfs (Nervy... Nervy...) : Zyuzin
- 1973 : Les Enfants de Vaniouchine (Deti Vanyushina) d'Evgueni Tachkov : Krassavine
- 1973 : Zdravstvuy i proshchay
- 1973 : Vysokoe zvanie. Dilogiya: Film pervyy. Ya - Shapovalov T.P. : Zavarzin, cosaque
- 1974 : Vremya yeyo synovey : Viktor Pavlovich
- 1974 : Camarade général (Tovarishch general) :
- 1975 : Okovani soferi : Ramke
- 1975 : Journal du directeur d'école (Dnevnik direktora chkoly) de Boris Frumin : directeur d’hôtel
- 1976 : Crime (Преступление, Prestuplenie) d'Evgueni Tachkov : Fiodor
- 1977 : Garantiruyu zhizn
- 1977 : Skhvatka v purge
- 1977 : Chetvyortaya vysota : entraineur
- 1978 : Poka bezumstvuyet mechta
- 1978 : Zavyalovskiye chudiki : (épisode Kapronovaya yolochka)
- 1978 : Ukhodya - ukhodi
- 1978 : Zhuravl v nebe
- 1979 : Dyuma na kavkaze
- 1979 : Sled na zemle
- 1979 : Emelian Pougatchev (Емельян Пугачёв) d'Alekseï Saltykov : Mitka Lysov
- 1979 : La Marchande et le poète (Торговка и поэт, Torgovka i poet) de Samson Samsonov : Droutka
- 1980 : Obnazhonnyi Kurentsov : Kurentsov
- 1981 : Shtormovoye preduprezhdeniye
- 1981 : La Danse blanche (Белый танец, Bely tanets) de Valentin Vinogradov : Piotr
- 1981 : Derevenskaya istoriya
- 1981 : Le Fils du régiment (Сын полка, Syn polka) de Gueorgui Kouznetsov : Kouzma Gorbounov
- 1981 : La Dernière Évasion (Posledniy pobeg] : Vetrov
- 1981 : Le Criminel et les avocats (Prestupnik i advokaty)
- 1983 : Parol 'Otel Regina'
- 1983 : Lichnoy bezopasnosti ne garantiruyu
- 1983 : Foyer pour célibataires (Odinokim predostavlyaetsya obshchezhitiye, Одиноким предоставляется общежитие) de Samson Samsonov : Ilya « Botsman » Belenkiy
- 1984 : Héros de son roman (Geroy eyo romana]
- 1984 : Une chance (Шанс) : Kornelij Udalov
- 1985 : Dikiy khmel
- 1985 : Grubaya posadka : Bogomolov
- 1985 : Ne khodite, devki, zamuzh
- 1985 : Kontrudar
- 1986 : Cavalerie rouge (Pervaya konnaya)
- 1986 : Obvinyaetsya svadba
- 1986 : Zina-Zinulya : Petrenko
- 1986 : Na ostriye mecha
- 1987 : Lilovyy shar : Lyudoed (segment "Man Eater")
- 1987 : Lovkachi
- 1987 : Po trave bosikom
- 1987 : Zabavy molodykh
- 1988 : Svetlaya lichnost : Kain Dobroglasov
- 1988 : Utrenneye shosse
- 1989 : Vladimir Doubrovski, brigand au grand cœur (Blagorodnyy razboynik Vladimir Doubrovski) de Viatcheslav Nikiforov : Anton Spitsyne
- 1989 : Katala
- 1989 : Prince Oudatcha Andreïevitch (Knyaz Udacha Andreevich) de Guennadi Baïsak : capitaine de la milice
- 1989 : Bespredel : Warden, lieutenant colonel
- 1989 : Operatsia 'Vunderlandi'
- 1989 : Kanuvshee vremya
- 1989 : Vam chto, nasha vlast ne nravitsya?!
- 1990 : Gambrinus
- 1990 : La Chasse royale (Tsarskaya okhota) : Ferapont
- 1991 : Firma priklyucheniy
- 1991 : I chyort s nami!
- 1991 : Karavan smerti : Andrey Nikolayevich Sablin
- 1991 : Les Frères russes (Russkie bratya)
- 1991 : Tsiniki
- 1991 : Ne budite spyashchuyu sobaku : Vadim Alekseevich Fufachev
- 1991 : Glukhoman
- 1992 : Kodeks molchaniya-2 : Burakov
- 1992 : Krysinyy ugol : oncle Pacha
- 1992 : Kooperativ Politbyuro ili budet dolgim proshchanie
- 1992 : A spat' s chuzhoy zhenoy khorosho!?
- 1992 : Lavka Rubinchik i...
- 1992 : Pohititeli vody
- 1993 : Nad temnoy vodoy
- 1993 : Ya sama : enquêteur
- 1993 : Supermen ponevole ili eroticheskiy mutant
- 1994 : Volshebnik Izumrudnogo goroda : Goodwin
- 1994 : Zakoldovannye
- 1994 : Kolechko zolotoe, buket iz alykh roz
- 1995 : Krestonosets
- 1995 : Bez osheynika
- 1995 : Domovik i kruzhevnitsa
- 1996 : Rokovye yaytsa : Ange
- 1996 : Nauchnaya sektsiya pilotov : colonel
- 1997 : Krestonosets-2
- 1997 : Les Enfants du lundi (Deti ponedelnika) : Jonny Bak
- 1997 : Na zare tumannoy yunosti : Oleg Koltsov
- 1997 : L'Océan noir (Tchiorny okean]
- 1997 : Sirota kazanskaia : Vitia, voisin de Nastia
- 2000 : DMB : Daddy
- 2000 : La Jalousie des dieux (Зависть богов, Zavist bogov de Vladimir Menchov : Vilen
- 2001 : V avguste 44-go : directeur du magasin

### À la télévision
- 1966 : Adjudant de son Excellence (Адъютант его превосходительства) d'Evgueni Tachkov : Miron Osadchy
- 1981 : Les Aventures de Tom Sawyer et Huckleberry Finn de Stanislav Govoroukhine : chérif
- 1994 : Le Maître et Marguerite (Мастер и Маргарита, Master i Margarita) de Iouri Kara : Béhémoth